# Zihu (köpinghuvudort i Kina, Jiangxi Sheng, lat 28,91, long 118,15)
Zihu (kinesiska: 紫湖) är en köpinghuvudort i Kina. Den ligger i provinsen Jiangxi, i den sydöstra delen av landet, omkring 220 kilometer öster om provinshuvudstaden Nanchang. Antalet invånare är 18 750. Befolkningen består av 9 207 kvinnor och 9 543 män. Barn under 15 år utgör 25,0 %, vuxna 15-64 år 64 %, och äldre över 65 år 9,0 %.
Runt Zihu är det tätbefolkat, med 319 invånare per kvadratkilometer. Närmaste större samhälle är Qiuchuan, 16,3 km öster om Zihu. I omgivningarna runt Zihu växer i huvudsak blandskog.
Genomsnittlig årsnederbörd är 2 636 millimeter. Den regnigaste månaden är juni, med i genomsnitt 506 mm nederbörd, och den torraste är oktober, med 38 mm nederbörd.